# Phlaeoba unicolor
Phlaeoba unicolor är en insektsart som beskrevs av Bolívar, I. 1914. Phlaeoba unicolor ingår i släktet Phlaeoba och familjen gräshoppor.

## Underarter
Arten delas in i följande underarter:
- P. u. unicolor
- P. u. waterstradti